# Cát Hưng
Cát Hưng là một xã thuộc huyện Phù Cát, tỉnh Bình Định, Việt Nam.
Xã Cát Hưng có diện tích 41,19 km², dân số năm 1999 là 7.451 người, mật độ dân số đạt 181 người/km².

## Hành chính
Xã Cát Hưng được chia thành 6 thôn: Hội Lộc, Hưng Mỹ 1, Hưng Mỹ 2, Lộc Khánh, Mỹ Long, Mỹ Thuận.